# Wilhelm Kutscher
Wilhelm Kutscher (ur. 26 grudnia 1876 w Wobesde koło Słupska, zm. w 1962) – niemiecki polityk, początkowo członek Niemieckiej Partii Demokratycznej a później Niemieckiej Narodowej Partii Ludowej.

## Życiorys
Doktor prawa, 1903–1907 w administracji lokalnej Prus. W latach 1907–1914 landrat powiatu lęborskiego. W latach 1914–1919 urzędnik w ministerstwie spraw wewnętrznych Prus, przyczynił się do odbudowy Prus Wschodnich po zniszczeniach wojennych 1914 roku. 1919–1922 prezydent rejencji Hildesheim. 1923–1932 członek zarządu Niemieckiego Urzędu ds. Rolnictwa (Deutschen Landwirtschaftsrates). 1932–1933 nadprezydent prowincji Prusy Wschodnie. Pozostawał aktywny zawodowo w administracji pruskiej na Pomorzu do 1945 roku.